# ヴィーナスとオルガン奏者とキューピッド
『ヴィーナスとオルガン奏者とキューピッド』（ヴィーナスとオルガンそうしゃとキューピッド、英: Venus with an Organist and Cupid）、または『アモールと音楽にくつろぐヴィーナス』（アモールとおんがくにくつろぐヴィーナス、西: Venus recreándose con el Amor y la Música）は、イタリア盛期ルネサンスのヴェネツィア派の巨匠ティツィアーノ・ヴェチェッリオが1550年ごろ、キャンバス上に油彩で制作した絵画で、画家の「ヴィーナスと音楽奏者」を描いた作品のうちの1点である。1838年にスペインの王室コレクションからマドリードのプラド美術館に移されて以来、プラド美術館に所蔵されている。
ティツィアーノは、愛の女神ヴィーナスをリュート奏者とともに描いたフィッツウィリアム美術館の作品とメトロポリタン美術館の作品も描いているが、本作はプラド美術館の『ヴィーナスとオルガン奏者と犬』、ベルリン絵画館の『ヴィーナスとオルガン奏者』 同様、ヴィーナスをオルガン奏者とともに描いている。

## 作品

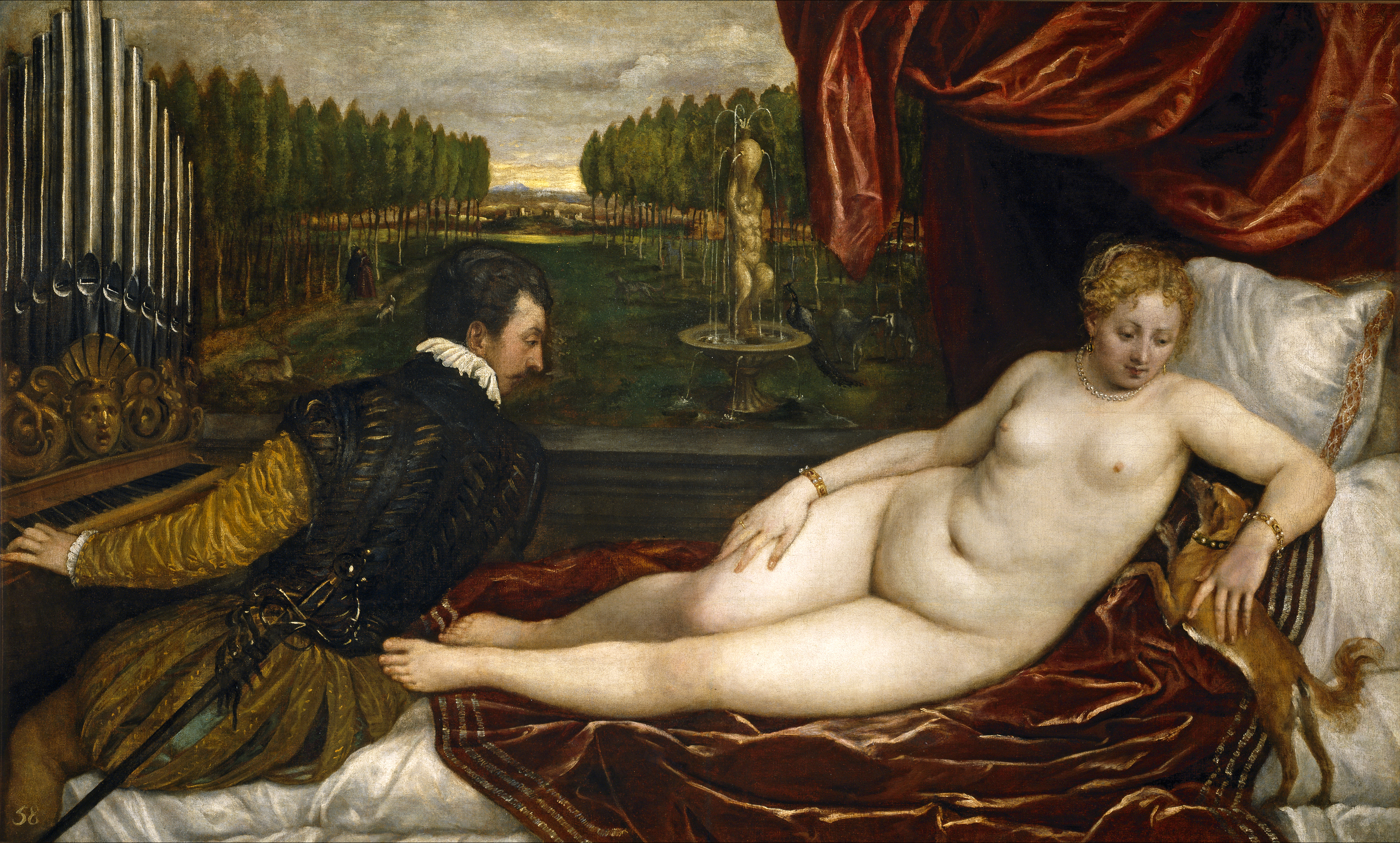
ティツィアーノ『ヴィーナスとオルガン奏者と犬』、1550年ごろ。プラド美術館

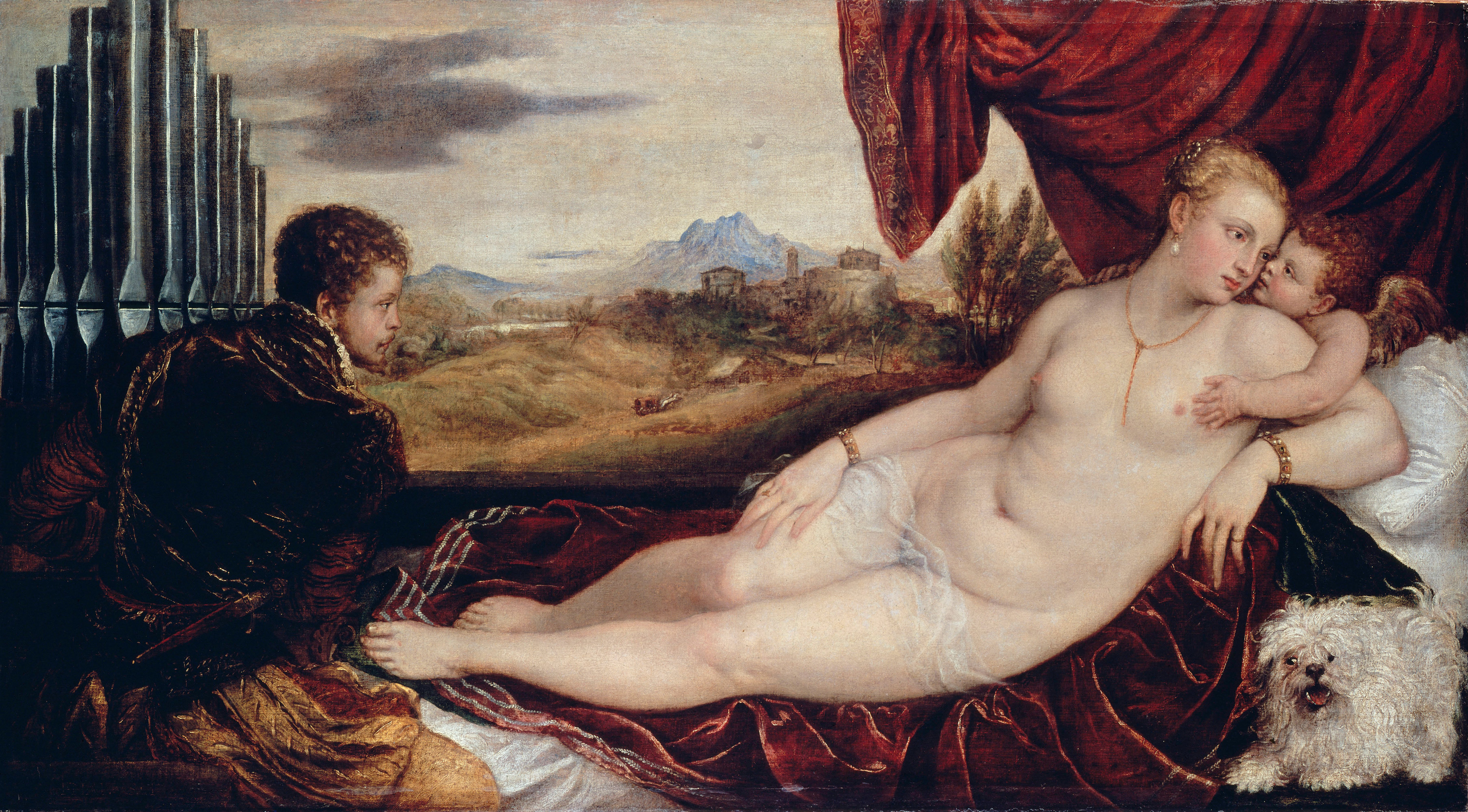
ティツィアーノ『ヴィーナスとオルガン奏者』、155年ごろ。ベルリン絵画館

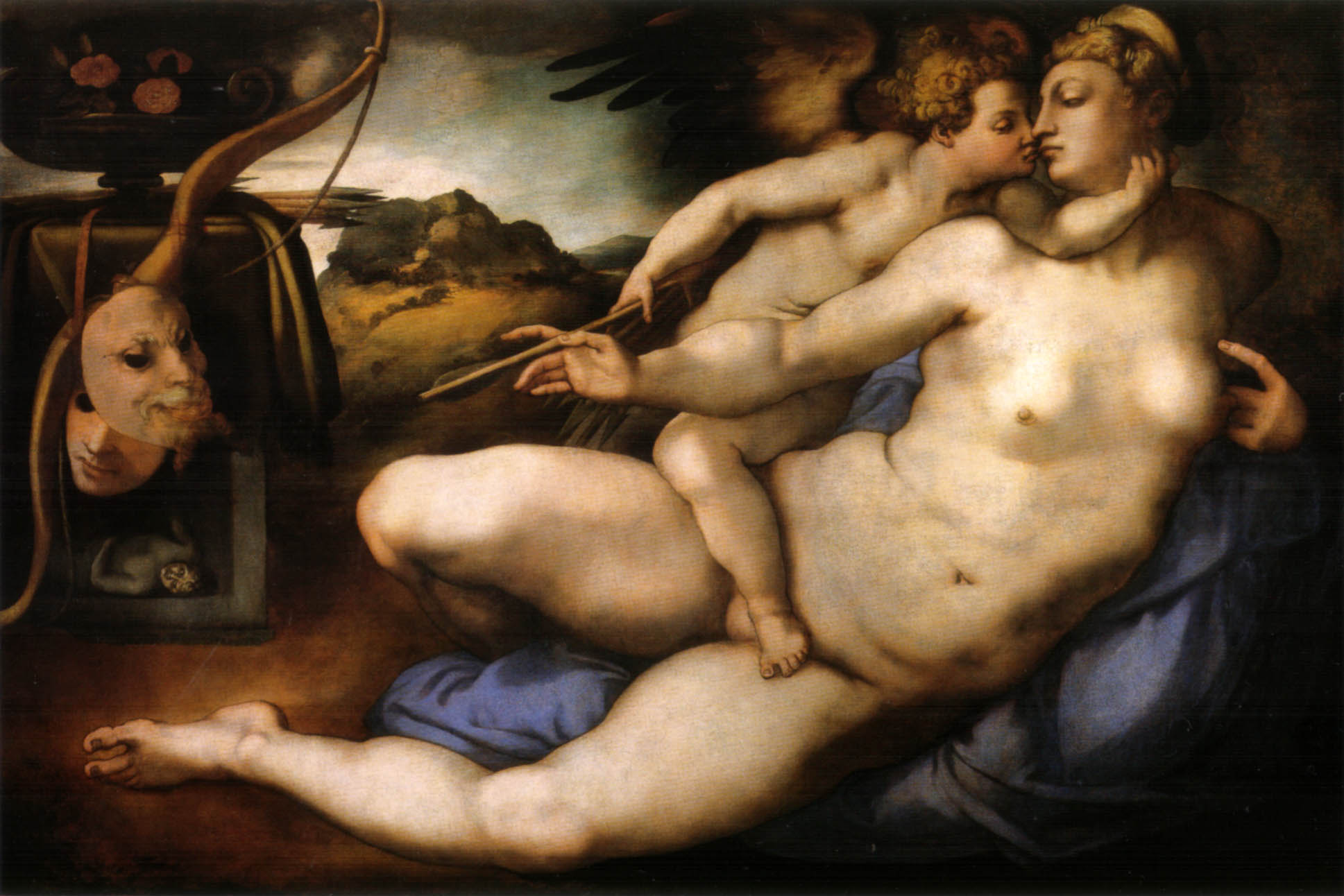
ヤコポ・ダ・ポントルモ『ヴィーナスとキューピッド』、1533年。アカデミア美術館 (フィレンツェ)。ミケランジェロの失われた絵画または下絵をもとにしている。

ティツィアーノの「ヴィーナスと音楽奏者」の絵画は、いずれにおいても庭園付きの邸宅を舞台に大窓の前に横たわるヴィーナスが表され、その足元にオルガン奏者、あるいはリュート奏者が登場する。音楽奏者は楽器を奏でつつヴィーナスの裸体を注視し、女神はその視線を避けるように子犬かキューピッド (アモール) の方へと顔を背けている。
本作に関する最初の記録は、1626年にイタリアの学者で芸術庇護者であったカッシアーノ・ダル・ポッツォがマドリードのアルカサル (旧王宮)の「夏の居室」で見たとするものである。それ以前の歴史については推測の域を出ない。
本作は、プラド美術館の『ヴィーナスとオルガン奏者と犬』をもとに描かれたものと考えられる。最近のX線調査により、『ヴィーナスとオルガン奏者と犬』の制作過程における画家の試行錯誤の跡が発見され、「ヴィーナスと音楽奏者」の絵画の中で最も早く制作されたものであることが明らかとなった。当初、横たわる女性像はオルガン奏者と視線を合わせていたが、おそらく挑発的すぎるという理由から、頭部が子犬の方向へと変更され、これを原型に本作を含む一連の「ヴィーナスと音楽奏者」の絵画が生み出されたのである。
『ヴィーナスとオルガン奏者と犬』と本作の全体の構図は同一だが、いくつかの変更がなされた。最も重要なのは子犬の代わりにキューピッドを加えたことで、その結果ヴィーナスの上半身と頭部および左手の位置が変えられている。また、キューピッドの存在によって、裸婦がヴィーナスであることが確実になるとともに、同じ主題を扱ったミケランジェロにもとづくカルトン (1532-1533年、バルトロメオ・ベッティーニによる) との関連がより明白になった。そのほか、重要ではない変更であるが、音楽家の年齢、風景の一部、ヴィーナスの下に敷かれている布やカーテンの配置が変えられている。

## 解釈
『ヴィーナスとオルガン奏者』の諸作品については、さまざまな解釈がなされてきた。取り立てて意味のない官能的な作品と解釈する美術史家もいれば、高度に象徴的な価値を見出そうとする見方もある。後者の場合は、人文学者マルコ・エクィコラが『愛の本質の書 (Libro di natura d'amore)』 (ヴェネツィア、1526年) に書いたように、視覚と聴覚を、美と調和を理解するための道具と見なす新プラトン主義的な感覚の寓意と解釈される。しかし、これらの作品が異なる時期と状況下で制作されたものであることからすると、すべてが同一の思想を反映しているとは思えない。